# 科西圭纳火山

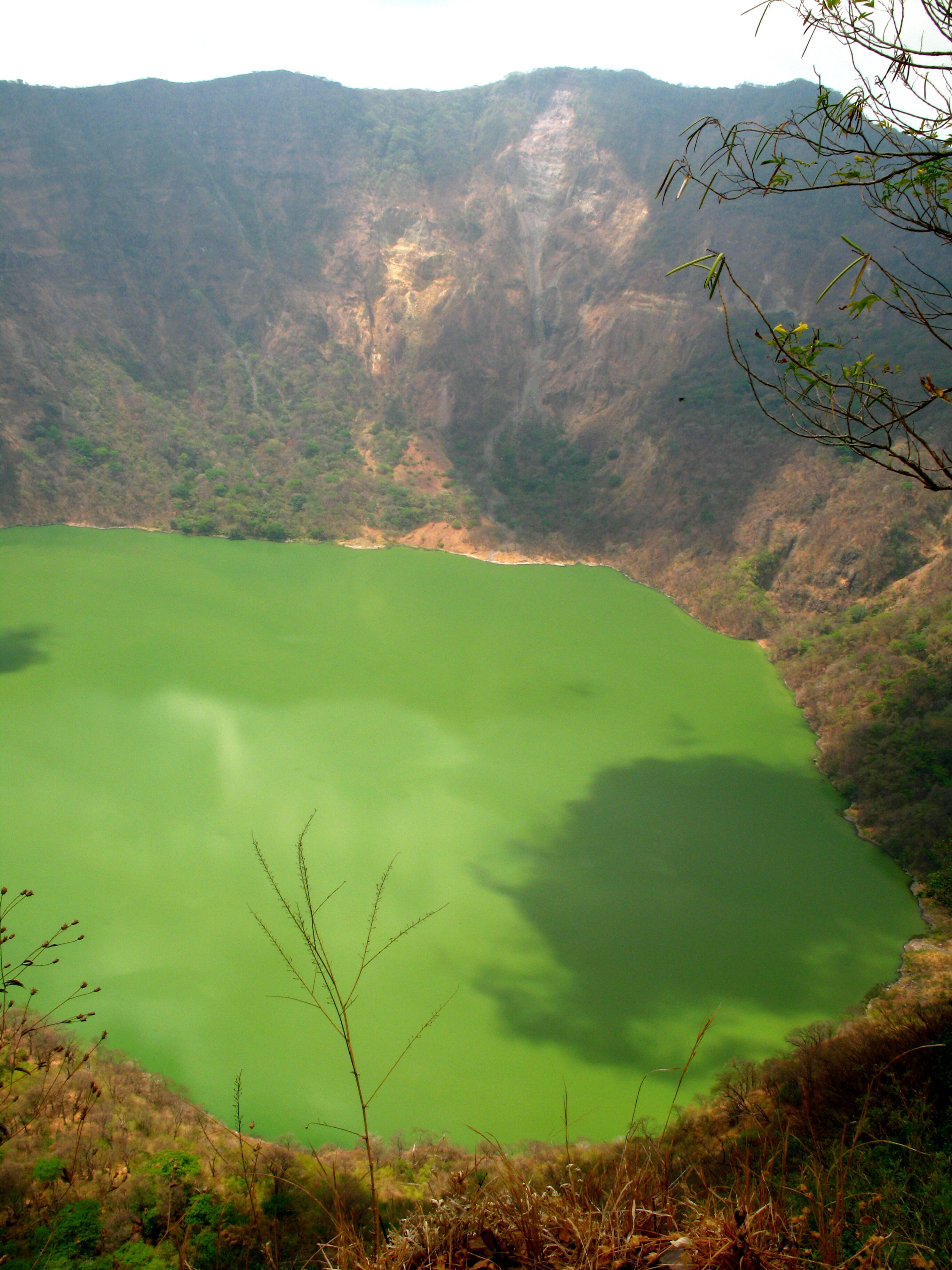
科西圭纳火山的火山口湖，摄于2009年

科西圭纳火山（西班牙語：Cosigüina，也拼做）是尼加拉瓜西北部的一座複式火山，形成一个大的半岛伸入豐塞卡灣。